# Hedy Burress
Hedy Burress (* 3. Oktober 1973 in Edwardsville, Illinois) ist eine US-amerikanische Schauspielerin.

## Leben und Leistungen
Burress absolvierte die Millikin University in Decatur in Illinois, 1995 zog sie nach Los Angeles. Sie debütierte als Schauspielerin in der Fernsehserie Boston Common.
Burress spielte im Film Verführung zum Mord (1996) neben Peter Coyote und Tobey Maguire, im Film Foxfire – Girls ohne Gnade (1996) neben Angelina Jolie. Im  Fernsehfilm Haus der stummen Schreie (1996) spielte sie neben Sissy Spacek, für diese Rolle wurde sie für den Filmpreis YoungStar Award nominiert. Sie ist ebenfalls aus den Spielen für die PlayStation 2, Final Fantasy X und Final Fantasy X-2 bekannt, in welchen sie die Synchronisation von Yuna übernahm. Eine Sprechrolle übernahm sie ebenfalls, neben Vin Diesel, in dem Zeichentrickfilm The Chronicles of Riddick: Dark Fury (2004).

## Filmografie (Auswahl)
- 1996: Verführung zum Mord (Seduced by Madness: The Diane Borchardt Story)
- 1996: Foxfire (Foxfire)
- 1996: Haus der stummen Schreie (If These Walls Could Talk)
- 2000: Am Ende steht der Tod (Tick Tock)
- 2000: Stumme Schreie im See
- 2001: Schrei wenn Du kannst (Valentine)
- 2004: Silver Lake
- 2004: Open House
- 2009: Emergency Room – Die Notaufnahme (ER, Fernsehserie, 4 Folgen)
- 2012: Criminal Minds (Fernsehserie, Episode 7x18)